# Maria, pleine de grâce
Pour plus de détails, voir Fiche technique et Distribution.
Maria, pleine de grâce (Maria Full of Grace) est un film équato-colombo-américain, réalisé par Joshua Marston et sorti en 2004.
Basé sur de nombreux témoignages et interviews des protagonistes du trafic de drogue entre Colombie et États-Unis, ce second film du réalisateur américain Joshua Marston aborde le problème des mules lors du trafic de stupéfiants.

## Synopsis
Maria, jeune et belle Colombienne de 17 ans, aime les défis et étouffe dans sa petite ville près de Bogota. Elle est enceinte de 3 mois de Juan, petit mécanicien sans envergure, vit pauvrement avec sa sœur, son neveu, sa mère et sa grand-mère dans une petite maison surpeuplée, et n'a pas d'autre avenir que celui de sa sœur, mère célibataire. Elle veut quitter son pays car elle ne supporte plus d’être exploitée par sa famille et l'employeur de la plantation de roses où elle travaille. Sa rencontre avec Franklin, et surtout un mafieux local, semble être le seul moyen de fuir, mais elle doit accepter d'être une "mule" pour le compte du trafiquant. Blanca, l'amie de Maria, est aussi du voyage. Arrivées aux États-Unis, elles se réfugient chez Carla, la sœur de leur compagne Lucy, qui est morte à l'arrivée, l'estomac éclaté par les 70 pepas (boulettes) de cocaïne compressée que chaque mula doit avaler et transporter. Après avoir défié les narco-trafiquants, Maria reprend goût à la vie, et se consacre à un fardeau intra-corporel bien plus noble : l'enfant qu'elle porte.

## Fiche technique
- Titre français : María, pleine de grâce
- Titre original : Maria Full of Grace
- Titre espagnol : María, llena eres de gracia
- Réalisation : Joshua Marston
- Scénario : Joshua Marston
- Photographie : Jim Denault
- Musique : Jacobo Lieberman et Leonardo Heiblum
- Montage : Anne McCabe et Lee Percy
- Direction artistique : Yann Blanc
- Décors : Monica Marulanda et Debbie de Villa
- Costumes : Sarah Beers et Lauren Press
- Production :
  - Producteur : Paul S. Mezey
  - Coproducteur : Jaime Osorio Gómez
  - Producteurs associés : Rodrigo Guerrero, Orlando Tobon
  - Producteur exécutif : Becky Glupczynski
- Sociétés de production : HBO Films, Journeyman Pictures et Santa Fe Productions (USA), en association avec Fine Line Features (USA), Proyecto Tucan (Colombie) et Alter-Ciné (Équateur)
- Sociétés de distribution : Fine Line Features (USA), ARP Sélection (France), Tayrona Entertainment Group  (Colombie)
- Pays d'origine :  États-Unis,  Colombie,  Équateur
- Langues originales : anglais et espagnol
- Genre : drame
- Durée : 102 minutes
- Dates de sortie :
  - États-Unis : 18 janvier 2004 (Festival de Sundance) ; 16 juillet 2004 (sortie limitée)
  - Colombie : 2 avril 2004
  - Canada : 6 juillet 2004
  - France : 8 décembre 2004
  - Belgique : 9 mars 2005

## Distribution
- Catalina Sandino Moreno : Maria Alvarez
- Yenny Paola Vega : Blanca, la meilleure amie de Maria
- Wilson Guerrero : Juan, le petit ami de Maria
- Johanna Andrea Mora : Diana, la sœur de Maria
- John Álex Toro : Franklin, le garçon à la moto
- Jaime Osorio Gómez : Javier, le boss
- Guilied Lopez : Lucy
- Patricia Rae : Carla
- Ed Trucco : un inspecteur des douanes
- Selenis Leyva : une inspectrice des douanes
- Juan Porras Hincapie : Wilson
- Monique Gabriela Curnen : Réceptionniste
- Oscar Bejarano : Carlos
- Fernando Velasquez : Pablo
- Orlando Tobon : Don Fernando
- Lourdes Martin : le médecin
- Osvaldo Plasencia : Enrique

## Distinctions
- Festival de Berlin 2004 : Ours d'argent de la meilleure actrice pour Catalina Sandino Moreno et Prix Alfred-Bauer.
- Oscars 2005 : Nommée pour l'Oscar de la meilleure actrice pour Catalina Sandino Moreno.
- Screen Actor Guild Awards 2005 : Nommée pour le Screen Actor Guild Awards de la meilleure actrice pour Catalina Sandino Moreno.
- Festival de Deauville 2004 : Grand prix du jury.
- Festival de Sundance 2004 : Meilleur drame et prix du public.
- Festival de Los Angeles 2004 : prix du public.